# 迪歐拉 (科羅拉多州)
迪歐拉（英語：Deora）是位於美國科羅拉多州巴卡縣的一個人口普查指定地區。

## 地理
迪歐拉的座標為37°34′46″N 102°57′58″W / 37.57944°N 102.96611°W，而該地最高點為海拔高度1420米（即4660英尺）。

## 人口
根據2010年美國人口普查的數據，迪歐拉的面積為5.00平方千米，當中陸地面積為5.00平方千米，而水域面積為5.00平方千米。當地共有人口500人，而人口密度為每平方千米100人。